# 꼰뚬
꼰뚬시(베트남어: Thành Phố Kon Tum / 城舖崑嵩)는 베트남 꼰뚬성의 성도이다. 중부 고원 지방에 위치하며 라오스, 캄보디아 국경과 가까운 편이다.

## 역사
1972년 3월 30일 부활절 공세로 베트남 인민군이 남베트남을 침공한 이후에 2개의 사단이 꼰뚬을 점령하려고 시도했지만 실패했다. 그러나 1975년 3월에 일어난 호찌민 작전 기간에 대규모 피난민들이 동쪽으로 피난을 가서 중남부 해안으로 피할 수 밖에 없었다.
꼰뚬은 프랑스 식민지 시대의 여러 흔적뿐만 아니라, 베트남 재건 마을의 교외에 여러 부족 마을이 있다. 이 도시의 명소 가운데 로마 카톨릭 목조 교회가 분리된 요새에 있고, 프랑스가 건설한 대규모 신학교가 있어 현지 산악 부족에 관한 작은 박물관을 운영한다. 꼰뚬에 있는 프랑스 선교사의 존재는 1851년으로 거슬러 올라간다.

## 행정구역
꼰뚬은  11개의 방(坊)과 10개의 사(社)를 관할한다.

### 방
- 즈이떤（Duy Tân / 維新）
- 레러이（Lê Lợi / 黎利）
- 응오마이（Ngô Mây / 吳梅）
- 응우옌짜이（Nguyễn Trãi / 阮廌）
- 꽝쭝（Quang Trung / 光中）
- 꾸옛탕（Quyết Thắng / 決勝）
- 탕러이（Thắng Lợi / 勝利）
- 통녓（Thống Nhất / 統一）
- 쩐헝다오（Trần Hưng Đạo / 陳興道）
- 쯔엉찐（Trường Chinh / 長征）

### 사
- 쭈흐렝 (Chư Hreng)
- 닥블라 (Đắk Blà)
- 닥껌 (Đắk Cấm)
- 닥낭 (Đắk Năng )
- 닥러와 (Đắk Rơ Wa)
- 도안껫 (Đoàn Kết / 團結)
- 호아빈 (Hòa Bình / 和平)
- 라찜 (Ia Chim)
- 끄로옹 (Kroong)
- 응옥바이 (Ngọk Bay)
- 빈꽝 (Vinh Quang / 榮光)

## 기후
해발이 높기 때문에 저지대에 비해 일년 내내 시원하게 보내기 쉽다. 4월 말부터 11월 초까지 장마에 강수량이 많고, 최고 기온은 건기에 비해 낮아진다. 건기는 온대의 겨울에서 봄으로 접어드는 1월은 기온이 10도 초반까지 내려가며 추워 지지만, 최고 기온 25도 이상으로 높다.
| 꼰뚬시의 기후                      | 꼰뚬시의 기후 | 꼰뚬시의 기후 | 꼰뚬시의 기후 | 꼰뚬시의 기후 | 꼰뚬시의 기후 | 꼰뚬시의 기후 | 꼰뚬시의 기후 | 꼰뚬시의 기후 | 꼰뚬시의 기후 | 꼰뚬시의 기후 | 꼰뚬시의 기후 | 꼰뚬시의 기후 | 꼰뚬시의 기후 |
| 월                                 | 1월           | 2월           | 3월           | 4월           | 5월           | 6월           | 7월           | 8월           | 9월           | 10월          | 11월          | 12월          | 연간          |
| ---------------------------------- | ------------- | ------------- | ------------- | ------------- | ------------- | ------------- | ------------- | ------------- | ------------- | ------------- | ------------- | ------------- | ------------- |
| 역대 최고 기온 °C (°F)             | 33.9 (93.0)   | 36.2 (97.2)   | 37.1 (98.8)   | 37.9 (100.2)  | 39.0 (102.2)  | 35.6 (96.1)   | 33.7 (92.7)   | 33.3 (91.9)   | 32.6 (90.7)   | 33.5 (92.3)   | 33.0 (91.4)   | 32.8 (91.0)   | 39.0 (102.2)  |
| 일평균 최고 기온 °C (°F)           | 28.0 (82.4)   | 30.2 (86.4)   | 32.5 (90.5)   | 33.1 (91.6)   | 31.5 (88.7)   | 29.5 (85.1)   | 28.9 (84.0)   | 28.7 (83.7)   | 28.9 (84.0)   | 28.8 (83.8)   | 27.7 (81.9)   | 26.8 (80.2)   | 29.6 (85.3)   |
| 일일 평균 기온 °C (°F)             | 20.6 (69.1)   | 22.4 (72.3)   | 24.5 (76.1)   | 25.7 (78.3)   | 25.3 (77.5)   | 24.8 (76.6)   | 24.3 (75.7)   | 24.1 (75.4)   | 23.9 (75.0)   | 23.4 (74.1)   | 22.2 (72.0)   | 20.7 (69.3)   | 23.5 (74.3)   |
| 일평균 최저 기온 °C (°F)           | 14.5 (58.1)   | 16.3 (61.3)   | 18.6 (65.5)   | 20.9 (69.6)   | 21.8 (71.2)   | 21.9 (71.4)   | 21.6 (70.9)   | 21.5 (70.7)   | 21.0 (69.8)   | 19.6 (67.3)   | 17.7 (63.9)   | 15.5 (59.9)   | 19.2 (66.6)   |
| 역대 최저 기온 °C (°F)             | 5.5 (41.9)    | 7.9 (46.2)    | 8.7 (47.7)    | 15.5 (59.9)   | 18.0 (64.4)   | 18.8 (65.8)   | 18.1 (64.6)   | 18.0 (64.4)   | 16.3 (61.3)   | 11.9 (53.4)   | 8.9 (48.0)    | 5.9 (42.6)    | 5.5 (41.9)    |
| 평균 강수량 mm (인치)              | 1 (0.0)       | 10 (0.4)      | 28 (1.1)      | 93 (3.7)      | 220 (8.7)     | 259 (10.2)    | 293 (11.5)    | 325 (12.8)    | 295 (11.6)    | 177 (7.0)     | 62 (2.4)      | 9 (0.4)       | 1,771 (69.7)  |
| 평균 강수일수                      | 0.4           | 1.2           | 4.0           | 9.8           | 18.5          | 21.2          | 23.8          | 25.8          | 22.7          | 14.1          | 6.0           | 1.2           | 148.2         |
| 평균 상대 습도 (%)                 | 71.6          | 68.0          | 68.0          | 72.9          | 80.0          | 85.2          | 86.2          | 87.8          | 86.9          | 82.6          | 77.7          | 73.8          | 78.4          |
| 평균 월간 일조시간                 | 267           | 248           | 271           | 231           | 197           | 148           | 134           | 129           | 122           | 179           | 208           | 241           | 2,374         |
| 출처: 베트남 과학 기술 양성 연구소 |               |               |               |               |               |               |               |               |               |               |               |               |               |

## 명소
- 꼰뚬 대성당
- 딴흐엉 교회

## 갤러리

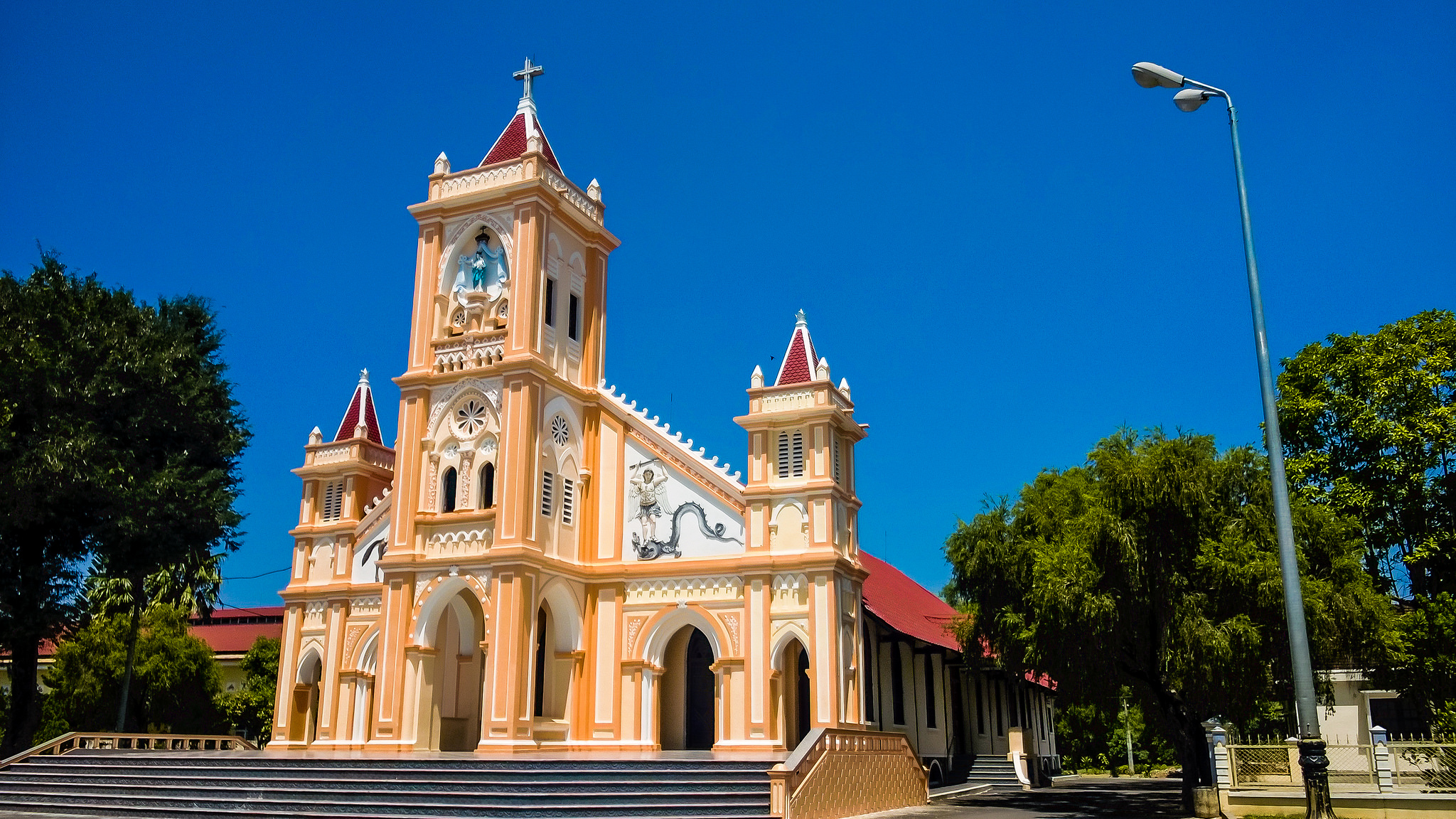
떤 흐엉 교회
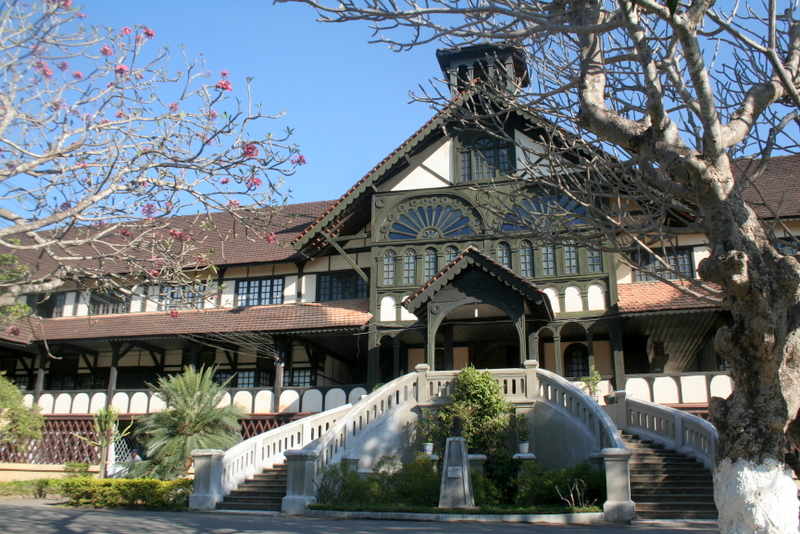
꼰뚬 주교당
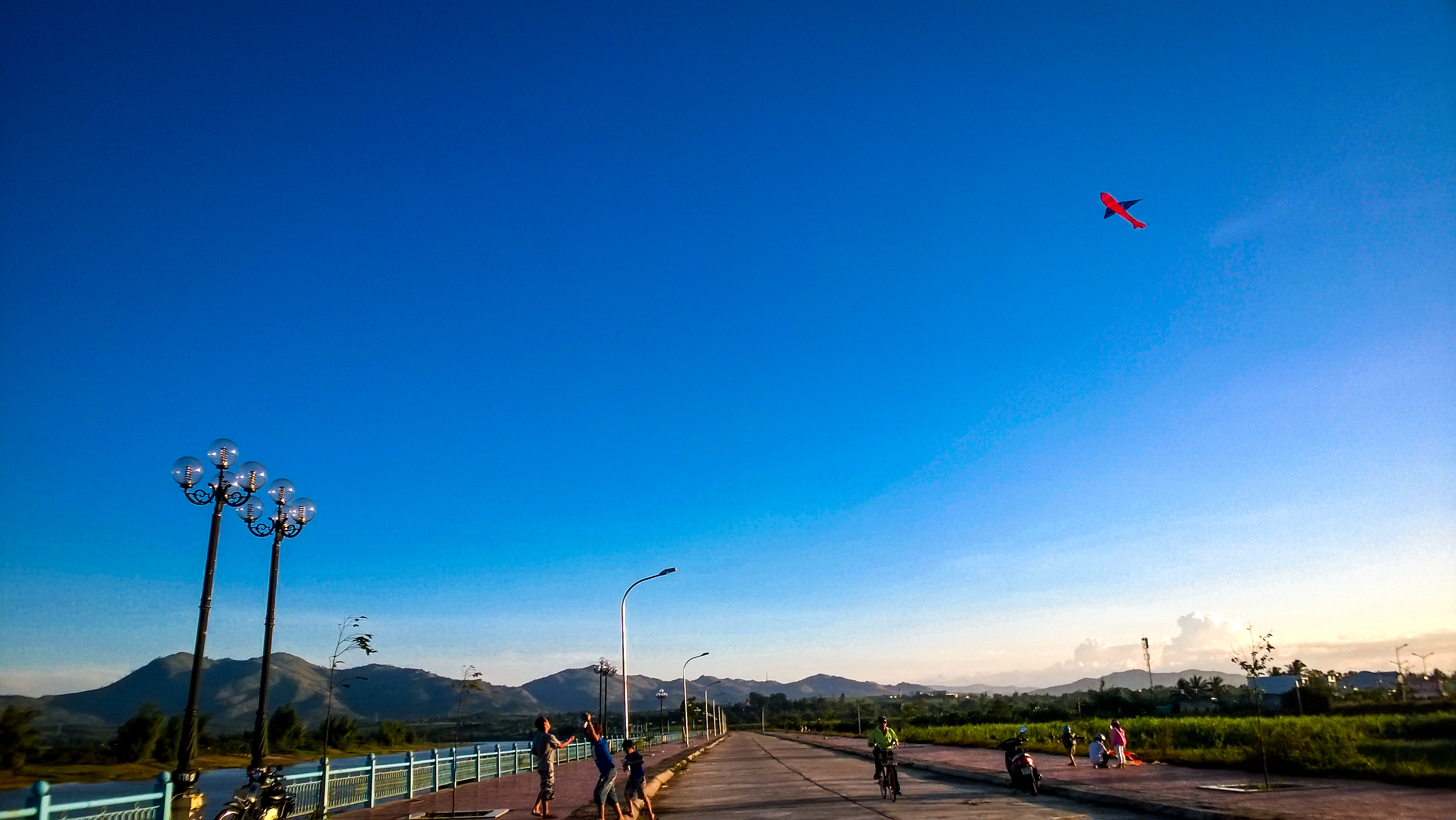
꼰뚬시 남쪽 제방